# Арвидссон, Виктор
Ви́ктор А́рвидссон (швед. Viktor Arvidsson; 8 апреля 1993, Кусмарк, Вестерботтен) — шведский профессиональный хоккеист, нападающий клуба НХЛ «Бостон Брюинз». Двукратный чемпион Швеции по хоккею (2013, 2014). Чемпион мира 2018 года.

## Игровая карьера

### Юниорская карьера
Обучаться азам хоккейного мастерства Арвидссон начал в клубе «Шеллефтео», за юниорские команды которого выступал вплоть до лета 2012 года. В сезоне 2011/12 в молодёжной лиги Швеции Виктору удалось набрать 42 очка в 43 встречах, и вместе с вратарём юниоров Стефаном Стином он был приглашён в основной состав. В своём первом полном сезоне в высшей хоккейной лиге Швеции Арвидссон сумел набрать всего 12 очков, однако удостоился приза лучшему молодому игроку по итогам сезона и сумел вместе с командой победить в серии плей-офф, обыграв в финале «Лулео» 4-0 в серии.

### Профессиональная карьера

#### Нэшвилл Предаторз
Летом Виктор был участником Драфта НХЛ 2013 года, однако не был задрафтован ни одной из команд. Сам игрок связал это предположительно со своими небольшими физическими габаритами и принял решение поучаствовать в драфте на следующий год ещё раз, поскольку по возрасту он всё ещё соответствовал бы требованиям для европейских игроков. В сезоне 2013/14 он серьёзно улучшил свою игровую статистику и вновь стал победителем шведского первенства. На сей раз успехи игрока не остались незамеченными, и он был выбран в 4-м раунде под общим 112-м номером клубом «Нэшвилл Предаторз». Уже в июле 2014 года Арвидссон подписал контракт с лигой и переехал в фарм-клуб «хищников» — «Милуоки Эдмиралс».
Виктор дебютировал в НХЛ лишь в конце регулярного сезона 2014/15, заменив в основном составе команды Колина Уилсона, выбывшего из строя из-за травмы, появившись 21 марта 2015 года во встрече с клубом «Баффало Сейбрз». 8 октября 2015 года Виктор забил свою первую шайбу в НХЛ вратарю «Каролины Харрикейнз» Кэму Уорду, которая оказалась победной.
В сезоне 2015/16 Арвидссон стал игроком основного состава команды, и вместе с ней дошёл до полуфинала Западной конференции, где уступил в семи матчах «Сан-Хосе Шаркс», причём сам Виктор в шестом матче серии сумел забить решающую шайбу в овертайме. Эта шайба стала для него первой в карьере в плей-офф.
11 февраля 2017 года швед оформил первый хет-трик в карьере в матче против «Флориды Пантерз», который «хищники» проиграли со счётом 4:7. В сезоне 2016/17 Арвидссон стал лучшим бомбардиром клуба наравне с Райаном Джохансеном, набрав за сезон 61 очко и лучшим снайпером наравне с другим партнёром по звену Филипом Форсбергом, забив 31 гол. В плей-офф в 22 встречах швед набрал 13 (3+10) очков и вместе с командой вышел в финал Кубка Стэнли.
22 июля 2017 года «Нэшвилл Предаторз» объявили о подписании нового семилетнего контракта с Виктором Арвидссоном на общую сумму $ 29,75 млн., избегая арбитража. Также, в данное межсезонье, после обмена Колина Уилсона в «Колорадо Эвеланш», Арвидссон сменил свой игровой номер с №38 на №33. 16 января 2018 года Арвидссон был переведён в резерв травмированных для восстановления после травмы нижней части тела, но был отозван после двух пропущенных игр. Он закончил регулярный сезон, став лучшим снайпером своей команды, забив 29 голов и вторым бомбардиром команды с 61 очком, что помогло «Нэшвиллу» впервые в истории франшизы стать обладателем Президентского Кубка.
12 ноября 2018 года Арвидссон был переведён в резерв травмированных из-за перелома большого пальца руки, полученного в матче против «Даллас Старз». Спустя 12 игр, 21 декабря, швед вернулся в состав. 15 января 2019 года Виктор оформил свой второй хет-трик в карьере в матче против «Вашингтон Кэпиталз», который закончился победой «Нэшвилла» со счётом 7:2. 6 апреля 2019 года, в матче против «Чикаго Блэкхокс», Арвидссон забил свой 34-й гол в сезоне в 58-м для себя матче сезона, что до сих пор является лучшим снайперским рекордом в истории франшизы «Предаторз».
23 ноября 2019 года после удара в спину клюшкой игроком «Сент-Луис Блюз» Робертом Бортуццо, Арвидссон получил травму, ударившись головой о ворота. Швед выбыл на четыре недели из-за травмы нижней части тела, а сам Бортуццо был дисквалифицирован на четыре матча и оштрафован на $ 67 тыс. 15 февраля 2020 года в первом очном противостоянии  «музыкантов» и «хищников» после травмы Арвидссона, сам Арвидссон забил первый гол в матче, Джарред Тинорди подрался с Робертом Бортуццо, а «Предаторз» победили со счётом 4:3.
В сезоне 2020/21, 8 апреля 2021 года, в свой 28-й день рождения, Арвидссон забил свой третий хет-трик в карьере в матче против «Детройт Ред Уингз», который закончился победой  «хищников» со счетом 7:1, при этом третий гол шведа в игре пришёлся на штрафной буллит. В тот день он стал второй звездой дня в НХЛ.

#### Лос-Анджелес Кингз
1 июля 2021 года «Нэшвилл Предаторз» обменяли Виктора Арвидссона в «Лос-Анджелес Кингз» на драфт-пик второго раунда 2021 года и драфт-пик третьего раунда 2022 года.

#### Эдмонтон Ойлерз
1 июля 2024 года, будучи неограниченно свободным агентом, подписал двухлетний контракт с «Эдмонтон Ойлерз» на общую сумму $ 8 млн.

## Международная карьера
Арвидссон неоднократно вызывался в сборную Швеции на юниорском уровне. Так, в 2010 году, он стал обладателем двух бронзовых наград на Кубке вызова и Мемориале Ивана Глинки. В 2011 году на ЮЧМ стал обладателем серебряной медали. Аналогичного результата швед добился в 2013 году с молодёжной сборной, где он стал лучшим снайпером, забив 4 гола на турнире.
В 2018 году на ЧМ по хоккею с шайбой в Дании Арвидссон стал победителем турнира в составе сборной Швеции, забив в пяти матчах турнира 3 гола.

## Личная жизнь
20 июля 2018 года Арвидссон женился на своей девушке Моа Норберг. 31 марта 2021 года у супругов родилась дочь Нэви Сели Арвидссон.

## Статистика
| Легенда | Легенда                    | Легенда | Легенда                   | Легенда | Легенда    |
| ------- | -------------------------- | ------- | ------------------------- | ------- | ---------- |
| И       | Количество проведённых игр | Штр     | Штрафное время            | +/−     | Плюс-минус |
| Г       | Голы                       | П       | Голевые передачи          | О       | Очки       |
| -       | Статистика неизвестна      | —       | Статистика не учитывалась |         |            |